# Karl Cochran
Karl Cochran (Marietta, Georgia, 7 de septiembre de 1992) es un exbaloncestista estadounidense que disputó cinco temporadas como profesional. Con 1,85 metros de estatura, juega en la posición de base.

## Trayectoria deportiva

### Universidad
Jugó cuatro temporadas con los Terriers del Wofford College en las que promedió 14,2 puntos, 5,0 rebotes, 2,4 asistencias y 1,7 robos de balón por partido. En sus dos últimas temporadas fue incluido en el mejor quinteto de la Southern Conference, donde había sido en 2012 elegido Novato del Año. En 2015 fue además elegido por la prensa y por los entrenadores Jugador del Año de la SoCon.

### Profesional
Tras no ser elegido en el Draft de la NBA de 2015, sí lo fue en el Draft de la NBA Development League, donde los Rio Grande Valley Vipers lo seleccionaron en la tercera ronda, en el puesto 48. Allí disputó 17 partidos, en los que promedió 4,1 puntos y 1,2 rebotes.
En octubre de 2016 fichó por el BBC Lausanne de la liga suiza, donde jugó una temporada, en la que promedió 21,3 puntos y 4,6 asistencias por partido. En julio de 2017 firmó con el Club Atlético Peñarol de la Liga Nacional de Básquet de Uruguay, pero fue despedido en el mes de octubre, tras la eliminación del Torneo Súper 20.